# Pézsmaszarvasfélék
A pézsmaszarvasfélék (Moschidae) az emlősök (Mammalia) osztályának párosujjú patások (Artiodactyla) rendjébe, ezen belül a kérődzők (Ruminantia) alrendjébe tartozó család.
A családba 7 recens faj tartozik.

## Tudnivalók
A család a nevét a felnőtt hímek (váladékáról pézsmamirigynek nevezett) prosztatájában termelt pézsmáról kapták. Ez az ivarszerv és a köldök között elhelyezkedő pézsmazacskóban gyűlik össze, és főleg a párkeresésben van szerepe.
Az egykoron széles körben elterjedt pézsmaszarvasfélék családjából, manapság már csak egy nem, a Moschus-ok neme maradt fenn. A legelső pézsmaszarvasok Európában fejlődtek ki a kora oligocén korszakban, körülbelül 28 millió évvel ezelőtt. Korábban Észak-Amerikában is jelen voltak, azonban a mai fajok Ázsia középső és keleti részeire szorultak vissza.

## Rendszerezésük
A családba az alábbi 3 alcsalád és 15 nem tartozik:
- †Blastomerycinae
  - †Blastomeryx Cope, 1877 - kora-középső miocén; Észak-Amerika
  - †Longirostromeryx Frick, 1937 - középső miocén-késő pliocén; Észak-Amerika
  - †Machaeromeryx
  - †Parablastomeryx
  - †Problastomeryx
  - †Pseudoblastomeryx

- †Dremotheriinae
  - †Dremotherium
  - †Pomelomeryx

- Moschinae
  - †Micromeryx Lartet, 1851 - középső-késő miocén; Eurázsia[4]
  - Moschus Linnaeus, 1758 - típusnem; késő miocén-jelen; Ázsia

- Incertae sedis (az alábbi nemek nincsenek alcsaládokba foglalva):
  - †Bedenomeryx
  - †Friburgomeryx
  - †Hispanomeryx Morales, Moyà-Solà & Soria, 1981 - középső-késő miocén; Eurázsia
  - †Hydropotopsis
  - †Oriomeryx Ginsburg, 1985 - kora miocén; Európa

### Fordítás
- Ez a szócikk részben vagy egészben  a   Moschidae című angol Wikipédia-szócikk ezen változatának fordításán alapul.  Az eredeti cikk szerkesztőit annak laptörténete sorolja fel. Ez a jelzés csupán a megfogalmazás eredetét és a szerzői jogokat jelzi, nem szolgál a cikkben szereplő információk forrásmegjelöléseként.